# Тауро (футбольный клуб)
«Тауро» — панамский футбольный клуб из столицы страны, города Панама, в настоящий момент выступает в Лиге Панаменья, сильнейшем дивизионе Панамы.

## История

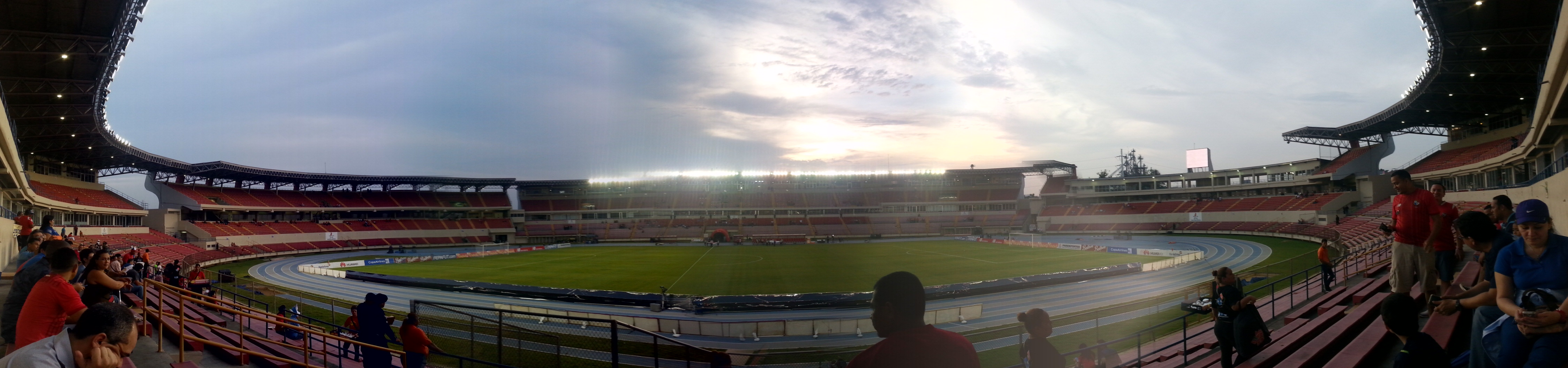
Стадион Роммел Фернандес

Клуб основан 22 сентября 1984 году, итальянским бизнесменом Джанкарло Гронки. Домашние матчи «Тауро» проводит на стадионе «Луис Эрнесто Тапия», вмещающем 900 зрителей. «Тауро» является четырнадцатикратным чемпионом Панамы, и идет по этому показателю вторым по  титулам клубом страны. Основная форма команды схожа с формой туринского «Ювентуса», так как за него болел основатель клуба. «Тауро» многократно принимал участие в различных международных турнирах КОНКАКАФ, но особого успеха в них не добивался. Принципиальным соперником клуба является клуб «Пласа Амадор», противостояние этих клубов носит имя панамского «Суперкласико».

## Достижения
- Чемпионат Панамы по футболу: 
  - Чемпион (14): 1989, 1991, 1996/97, 1997/98, 1999/00, Ап. 2003, Кл. 2003, Кл. 2006, Ап. 2007, Ап. 2010. Кл 2012, Ап 2013, Кл. 2017, Ап 2018